# Elpidio Yegros
Elpidio J. Yegros (11 de junio de 1908 - 5 de abril de 1990) fue un político paraguayo, miembro del Partido Revolucionario Febrerista (PRF), que estuvo exiliado por varios años en Costa Rica, Venezuela y Puerto Rico.

## Biografía
Elpidio Yegros nació el 11 de junio de 1908. Curso sus estudios secundarios en el Colegio Nacional de la Capital, siendo alumno de Juan Stefanich.
Participó de la Guerra del Chaco, entre 1932 y 1935, ocupando el cargo de Teniente de Sanidad. Al finalizar esta, fue elegido presidente de la Asociación Nacional de Excombatientes. Además de estar a la cabeza de los excombatientes, Yegros ejerció el cargo de Secretario de la Presidencia de la República entre junio de 1936, y el 13 de agosto de 1937, durante el gobierno de Rafael Franco, en el periodo conocido como Revolución de Febrero. Fue la primera persona en ocupar ese cargo.
También en 1936, fundó junto a Juan Stefanich, la Unión Nacional Revolucionaria, que trató de constituirse en el partido oficial de la revolución.
Entre 1951 y 1962, fue vicepresidente del PRF.
En 1963, acudió al Congreso de Ámsterdam de la Internacional Socialista, en representación del PRF, que se afiliaría ese mismo año a la organización internacional.
En mayo de 1976, Yegros participó como representante del PRF de una conferencia de dirigentes latinoamericanos y europeos de la Internacional Socialista (IS), en Caracas.
En 1978, hizo parte del Comité Coordinador de las Fuerzas Democráticas del Cono Sur, organización con sede en Caracas, que estaba compuesta por organizaciones y partidos democráticos de Argentina, Bolivia, Chile, Paraguay, y Uruguay. Dicha organización aprovechó la visita del presidente de los Estados Unidos de América, Jimmy Carter a Venezuela para redactarle una carta mencionando la preocupación de la organización por la actitud del gobierno norteamericano hacia las dictaduras latinoamericanas.
Ese mismo año, más precisamente el 24 de mayo, Yegros, y otros exiliados en Venezuela, se reunió con el primer ministro portugués, el socialista Mario Soares, que viajaba a ese país en representación de la IS.
Yegros también fue rector del Instituto Interamericano de Educación Político, que tenía su sede en San Isidro de Coronado, Costa Rica.
Su nombre aparece en el Archivo del Terror, los archivos de la dictadura de Stroesnner, más precisamente en fechas de 1958, 1962, 1963 y 1966.

Elpidio Yegro falleció el 5 de abril de 1990.

## Obras publicadas
- Nacionalismo y socialismo (1929)[14]
- La revolución de las nuevas exigencias (1967)[15]
- Diez años de Revolución Cubana (1970)[16]